# تسوتومو تاکاهاتا
تسوتومو تاکاهاتا (انگلیسی: Tsutomu Takahata؛ زادهٔ ۱۶ ژوئن ۱۹۶۸) بازیکن فوتبال اهل ژاپن است.
از باشگاه‌هایی که در آن بازی کرده‌است می‌توان به باشگاه فوتبال کاوازاکی فرونتال اشاره کرد.